# U-12 (1935)
| U-12                       | U-12                                                           | U-12                                                           |
| -------------------------- | -------------------------------------------------------------- | -------------------------------------------------------------- |
|                            |                                                                |                                                                |
|                            |                                                                |                                                                |
|                            |                                                                |                                                                |
| Під прапором               | Третій Рейх                                                    | Третій Рейх                                                    |
| Порт приписки              | Вільгельмсгафен                                                | Вільгельмсгафен                                                |
| Спуск на воду              | 11 серпня 1935                                                 | 11 серпня 1935                                                 |
| Виведений зі складу флоту  | 8 жовтня 1939                                                  | 8 жовтня 1939                                                  |
| Сучасний статус            | загинув                                                        | загинув                                                        |
| Проєкт                     |                                                                |                                                                |
| Тип ПЧ                     | Малий ДПЧ                                                      | Малий ДПЧ                                                      |
| Основні характеристики     |                                                                |                                                                |
| Швидкість (надводна)       | 13 вузлів                                                      | 13 вузлів                                                      |
| Швидкість (підводна)       | 7 вузлів                                                       | 7 вузлів                                                       |
| Гранична глибина занурення | 150 м                                                          | 150 м                                                          |
| Екіпаж                     | 27 осіб                                                        | 27 осіб                                                        |
| Розміри                    |                                                                |                                                                |
| Довжина найбільша (по КВЛ) | 42,7 м                                                         | 42,7 м                                                         |
| Ширина корпусу найб.       | 4,08 м                                                         | 4,08 м                                                         |
| Висота                     | 8,6 м                                                          | 8,6 м                                                          |
| Середня осадка (по КВЛ)    | 3,9 м                                                          | 3,9 м                                                          |
| Водотоннажність надводна   | 279 т                                                          | 279 т                                                          |
| Озброєння                  |                                                                |                                                                |
| Артилерія                  | 1 × 2 cm/65 C/30 (1000 снарядів)                               | 1 × 2 cm/65 C/30 (1000 снарядів)                               |
| Торпедно- мінне озброєння  | 3 TA калібру 533 5 торпед або 18 мін (за іншими даними ТМА 12) | 3 TA калібру 533 5 торпед або 18 мін (за іншими даними ТМА 12) |

U-12 — малий німецький підводний човен типу II-B для прибережних вод, часів Другої світової війни.

## Історія
Замовлення на будівництво корабля віддано 20 липня 1934 року. Човен закладено 20 травня 1935 року на верфі «Германіаверфт» в Кілі під заводським номером 546. Спуск на воду відбувся 11 вересня 1935 року, а вже 30 вересня човен увійшов у стрій і був приписаний до 3-ї флотилії.
Зробив два бойових походи, успіхів не мав. Загинув на міні 8 жовтня 1939 року в протоці Ла-Манш, недалеко від Дувра. Усі 27 членів екіпажу загинули. 29 жовтня 1939 року тіло командира капітан-лейтенанта Дітріха фон дер Роппа винесли хвилі на французьке узбережжя біля Дюнкерка. Точне місцезнаходження човна на дні невідомо досі.

## Походи
- 25 серпня — 9 вересня 1939
- 23 вересня — 8 жовтня 1939

## Командири
- Капітан-лейтенант Вернер фон Шмідт (30 вересня 1935 — 1 жовтня 1937)
- Капітан-лейтенант Ганс Паукштадт (грудень 1936 — 1 жовтня 1937)
- Капітан-лейтенант Дітріх фон дер Ропп (1 жовтня 1937 — 8 жовтня 1939)